# Mufti Mohammad Sayeed
Mufti Mohammad Sayeed (Jammu, India, 12 de enero de 1936 - 7 de enero de 2016) fue un político indio. Estudió en la Universidad de Cachemira, donde se adhirió al Partido Democrático Popular (PDP).
En 1999 formó parte de una comisión que intentó persuadir al gobierno de la India de dialogar para dar una solución a Cachemira. Ha sobrevivido a varios atentados por separatistas cachemiros; incluso su hija fue secuestrada en una ocasión y liberada a cambio de paramilitares cachemiros de origen pakistaní. En 2002 fue elegido Jefe de Ministros de Jammu y Cachemira, formando un gobierno de coalición entre su partido y la alianza nacional que habían logrado con el partido del Congreso Nacional Indio. Dimitió en 2005 por presiones políticas.
| Predecesor: Farooq Abdullah | Jefe de Ministros de Jammu y Cachemira 2002-2005 | Sucesor: Ghulam Nabi Azad |